# Lehtinen (ö i Päijänne-Tavastland, Lahtis, lat 61,15, long 25,52)
Lehtinen är en ö i Finland. Den ligger i sjön Vesijärvi och i kommunen Asikkala i den ekonomiska regionen  Lahtis ekonomiska region  och landskapet Päijänne-Tavastland, i den södra delen av landet, 110 km norr om huvudstaden Helsingfors. Öns area är 1,4 hektar och dess största längd är 240 meter i nord-sydlig riktning.